# Saint-Hilaire-du-Rosier
Saint-Hilaire-du-Rosier este o comună în departamentul Isère din sud-estul Franței. În 2009 avea o populație de 1.912 de locuitori.

## Evoluția populației
| An        | 1975  | 1982  | 1990  | 1999  | 2006  | 2009  |
| --------- | ----- | ----- | ----- | ----- | ----- | ----- |
| Populație | 1.324 | 1.559 | 1.731 | 1.760 | 1.846 | 1.912 |